# Tydzień Modlitw o Trzeźwość Narodu
Tydzień Modlitw o Trzeźwość Narodu (TMoTN) – świąteczny tydzień w polskim Kościele katolickim obchodzony od 1968 roku z reguły w lutym lub na początku marca na koniec karnawału.
Obchody rozpoczynają się w ostatnią niedzielę przed Popielcem. W obchody zaangażowany jest Zespół ds. Apostolstwa Trzeźwości przy Konferencji Episkopatu Polski oraz Ośrodek Apostolstwa Trzeźwości założony w 1968 przez kapucynów.
Tydzień Modlitw o Trzeźwość Narodu nawiązuje do tradycji chrześcijańskiej polegającej na wynagradzaniu za grzechy popełniane w czasie zabaw karnawałowych.
Ostatnie dni karnawału mają zachęcić do umiarkowanego picia alkoholu podczas zabaw, a początek wielkiego postu – do podjęcia postanowień abstynencji.
W wielu diecezjach odprawiane są rekolekcje i misje trzeźwościowe poświęcone zagadnieniu trzeźwości i abstynencji.
Modlitwy do Boga kierowane są za wstawiennictwem patronów trzeźwości m.in.:
- św. Jana Chrzciciela,
- św. Maksymiliana Marii Kolbego,
- bł. Honorata Koźmińskiego,
- Mateusza Talbota – apostoła trzeźwości[a], sługi Bożego, pierwszego trzeźwego alkoholika, którego trwa proces beatyfikacyjny[1].

Od 1981 roku corocznie odbywają się pielgrzymki na Jasną Górę w intencji trzeźwości i odnowy moralnej Narodu Polskiego.

## Hasła obchodów (2003-2017)
| Rok  | Termin              | Hasło                                        |
| ---- | ------------------- | -------------------------------------------- |
| 2003 | 2 – 8 marca         | Kocham Jezusa jestem apostołem trzeźwości    |
| 2004 | 22 – 28 lutego      | Okazał moc ramienia swego                    |
| 2005 | 6 – 12 lutego       | Eucharystia źródłem życia w trzeźwości       |
| 2006 | 26 lutego – 4 marca | Jan Paweł II w służbie trzeźwości            |
| 2007 | 18 – 24 lutego      | Maryjo, pozwól nam żyć w trzeźwości          |
| 2008 | 3 – 9 lutego        | Apostoł trzeźwości uczniem Chrystusa         |
| 2009 | 22 – 28 lutego      | Troska o trzeźwość - troską o życie          |
| 2010 | 14 – 20 lutego      | Abstynencja jest darem miłości               |
| 2011 | 6 – 12 marca        | Komunia z Bogiem źródłem i owocem trzeźwości |
| 2012 | 19 – 25 lutego      | Rodzina szkołą trzeźwości                    |
| 2013 | 10 – 16 lutego      | Ojciec – świadek wiary i trzeźwości          |
| 2014 | 2 – 9 marca         | Kochająca matka zawsze trzeźwa               |
| 2015 | 15 – 21 lutego.     | Abstynencja dzieci troską rodziny            |
| 2016 | 07 – 13 lutego      | Młodzi nie dajcie się zniewolić              |
| 2017 | 26 lutego – 4 marca | Ku trzeźwości Narodu!                        |